# Rindertrichophytie

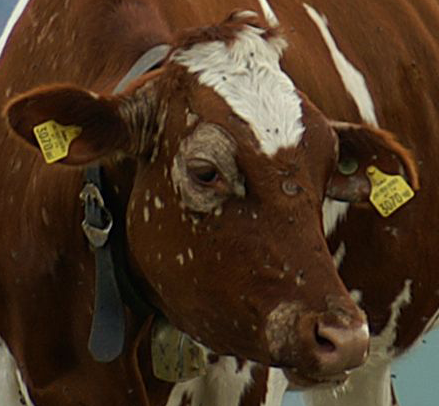
Trichophytie bei einem Ayrshire-Rind.

Die Rindertrichophytie (Synonyme: Kälberflechte, Glatzflechte, Borkenflechte, Scherpilzflechte, Ringflechte und Brillenflechte) ist eine bei Hausrindern, selten auch bei anderen Wiederkäuern auftretende Dermatophytose, die vor allem durch Trichophyton verrucosum verursacht wird. Die Erkrankung ist auf den Menschen übertragbar, also eine Zoonose. Besonders häufig ist die Maulregion bei Kälbern betroffen („Teigmaul“, „Maulgrind“).

## Vorkommen und wirtschaftliche Bedeutung
In Deutschland sind etwa 40 % der Bestände mit Trichophyton verrucosum infiziert, klinische Erkrankungen treten bei 5 bis 60 % der Tiere innerhalb eines Bestandes auf. Allein die Verluste durch Lederschäden werden in Deutschland auf 7,5 Millionen Euro pro Jahr geschätzt, weitere wirtschaftliche Schäden entstehen durch reduzierte Lebendmassezunahmen, Handelsbeschränkungen und Behandlungskosten sowie Erkrankungen des Personals.
In Südeuropa sind nahezu alle Bestände befallen.
Die Übertragung erfolgt durch direkten oder indirekten (Holzteile, Bürsten) Kontakt mit infizierten Tieren, die auch symptomlose Träger sein können. Begünstigende Faktoren sind Mangelernährung, Vitamin-A-Mangel, Hygienemängel und kleine Verletzungen.

## Klinisches Bild
Die Pilze dringen tief in die Haarfollikel ein und verursachen eine Entzündung. Die meist rundlichen Herde können im Anfangsstadium nässen und sogar bluten. Meist kommt es zu bakteriellen Sekundärinfektionen. Im weiteren Verlauf zeigen betroffene Hautpartien borkig-schuppige Krusten und Haarausfall.
Differentialdiagnostisch sind Parakeratose, Ektoparasitenbefall (Räude, Haarlinge), Dermatophilose und allergische Ekzeme abzugrenzen. Die Diagnose kann nur durch ein Hautgeschabsel mit mikroskopischem Nachweis oder eine Pilzkultur gesichert werden.

## Bekämpfung
Die Erkrankung heilt nach ein bis drei Monaten spontan aus. Die Immunität ist labil, sichert also keinen Schutz gegenüber Neuinfektionen. Zudem können die Tiere symptomlose Träger werden und somit eine Infektionsquelle für andere Tiere darstellen.
Betroffene Stellen können mit einem Antimykotikum wie Enilconazol behandelt werden. Systemisch wirkende Antimykotika wären zwar zur Behandlung besser geeignet, sind aber nicht für lebensmittelliefernde Tiere zugelassen. Unterstützend kann eine Zink-Zufütterung erfolgen.
Gegen die Rindertrichophytie sind mehrere Impfstoffe zugelassen. In Norwegen gelang mittels Impfungen eine Sanierung des Rinderbestandes, allerdings sind hierzu konsequente Impfungen des gesamten Bestandes über mehrere Jahre notwendig. Eine Impfung kann nicht nur vorbeugend, sondern auch therapeutisch wirken und dafür sorgen, dass die Hautveränderungen schneller wieder abheilen.